# رأس بوقارون

رأس بوقارون (بالفصحى رأس ذو القرون) أو سبعة روس (بالفصحى الرؤوس السبعة ) هو رأس بحري جزائري يقع في ولاية سكيكدة و يعتبر ثاني اعلى نقطة شمالا في الجزائر بعد رأس الحديد .

## وصف
تشكل الرأس الطرف الغربي لخليج سكيكدة، مقابل رأس الحديد مشكلًا شبه جزيرة والتي تعتبر الأهم في الساحل الجزائري، حيث إنها ثاني أقصى نقطة في شمال الجزائر. بعد رأس الحديد في المرسى 

## تاريخ
في القرن الأول، كان يسمى هذا الرأس كاب تريتون (من اليونانية القديمة Τρητόν) في كتاب الجغرافيا لسترابو. حددت الحد الفاصل بين مملكتي الماسيسيليين في الغرب و الماسيليين في الشرق.
في 6 نوفمبر 1943 ، قاد سلاح الجو الألماني قبالة رأس بوقارون هجومًا على قافلة KMF-25A تتكون من 26 سفينة نقل ترافقها 15 سفينة حربية تابعة للحلفاء، حيث غرقت ست سفن وأسقطت ست طائرات ألمانية.